# Nusbaumerhöhe
Nusbaumerhöhe ist ein Weiler der Ortsgemeinde Nusbaum im Eifelkreis Bitburg-Prüm in Rheinland-Pfalz.

## Geographische Lage
Nusbaumerhöhe liegt rund 2,1 km südlich des Hauptortes Nusbaum in Tallage. Der Weiler ist von umfangreichen landwirtschaftlichen Nutzflächen sowie einem Waldgebiet im Westen umgeben. Nördlich der Ansiedlung fließt die Schöllecksgracht, ein Nebenarm des Silberbaches.

## Geschichte
Nusbaumerhöhe war einst der kleinste der fünf Weiler Nusbaums. Bekannt ist, dass er im Jahre 1840 lediglich aus einem Anwesen bestand. 1843 gehörte Nusbaumerhöhe zur Bürgermeisterei Nusbaum und wurde von 7 Menschen bewohnt. In neuerer Zeit ist ein starkes Wachstum des Weilers zu verzeichnen.

## Naherholung
Durch Nusbaumerhöhe verläuft der Jakobsweg von Köln bis Trier (Via Coloniensis).
In der Nähe von Nusbaum verläuft der Wanderweg 51 des Naturpark Südeifel. Es handelt sich um einen rund 14 km langen Rundwanderweg, der die Orte Kruchten, Hommerdingen und Freilingen (Ortsteil von Nusbaum) verbindet. Der Wanderweg verläuft unter anderem auch durch das große Waldgebiet Nusbaumer-Hardt. Dieses ist als Erholungsgebiet bekannt und beinhaltet weitere Wanderrouten mit ähnlich langen Strecken.

## Verkehr
Es existiert eine regelmäßige Busverbindung.
Nusbaumerhöhe ist durch die Kreisstraße 7 erschlossen und liegt wenig südlich der Landesstraße 2 in Stockigt.